# Maison d'Anjou-Sicile
 (juin 2016).
La maison capétienne d'Anjou-Sicile est issue de Charles Ier de Sicile, comte d'Anjou par apanage et roi de Sicile par investiture pontificale. Cette branche régna également sur la Hongrie, la Croatie, la Provence, Durazzo, la Pologne et nominalement sur Jérusalem.
La maison d'Anjou-Sicile comporte plusieurs rameaux, issus des différents fils de Charles II de Naples :
- le rameau de Hongrie, éteint en 1399,
- le rameau de Naples, éteint en 1382,
- le rameau de Tarente, éteint en 1374,
- le rameau de Durazzo, éteint en 1435.

## Historique
Charles d'Anjou, frère du roi Louis IX, comte de Provence depuis son mariage avec Béatrice de Provence en 1246, reçoit la couronne de Sicile du pape Urbain IV qui souhaite éliminer les Hohenstaufen. Victorieux à la bataille de Bénévent (1266) , au cours de laquelle meurt Manfred, fils naturel de l'empereur Frédéric II, et à celle de Tagliacozzo (1268) après laquelle il exécute Conradin, dernier des Souabes, il est chassé de Sicile par les Vêpres siciliennes (30 mars 1282) et affronte Pierre III d'Aragon, nouveau souverain de Sicile, qui lui inflige une défaite dans le golfe de Naples et la capture de son héritier. Celui-ci, devenu Charles II, hérite du conflit pour lequel il délapide les caisses du trésor et ordonne le massacre de la colonie musulmane de Lucera. Il participe également à la répression de l'ordre des Templiers.
En 1309, son fils et successeur, Robert, s'installe à Avignon, près de son protecteur, le pape Jean XXII, délaissant partiellement les affaires de son royaume. Dévôt, il défend contre le pape les Spirituels franciscains.
Sa petite-fille, Jeanne, veuve à trois reprises, mariée par quatre fois, parvient à conserver le royaume de Naples  et celui de Provence grâce au soutien du pape Clément VI. L'époux de sa nièce, le prince de Duras, la fait assassiner et soustrait Naples à son fils adoptif, Louis Ier, soutenu par l'anti-pape alors que le prince de Duras a la faveur du pape romain. Louis meurt en 1384 sans être parvenu à reprendre sa couronne. Son fils, Louis II, lui succède à sept ans, sous la tutelle de sa mère, Marie de Blois, alors que la Provence est déchirée par des guerres civiles et que Naples demeure sous la coupe du prince de Duras jusqu'à l'assassinat de ce dernier, en février 1386. Elle parvient à rétablir les droits de son fils en Italie tandis que Nice se détache de la Provence.
Louis II et son fils, Louis III, échouent à reprendre Naples malgré la défaite de Ladislas. À la mort sans postérité de Louis III, la couronne de Provence revient à son frère, René d'Anjou.

## Généalogie
```
Louis 
VIII
 de France

│
├─>
Saint-Louis

│  │
│  └─>
Généalogie des Capétiens directs

│
├─>
Robert 
I
er
 (1216-1250), comte d'Artois
│  │
│  └─>
Maison capétienne d'Artois

│
└─>
Charles 
I
er
 de Sicile
 (1227-1285), comte d'Anjou et du Maine, roi de Sicile et de Jérusalem
   X 1) 
Béatrice de Provence

   X 2) 
Marguerite de Bourgogne-Tonnerre

   │
   ├1>Louis (1248-1248)
   │
   ├1> 
Blanche
 (1250-1269)
   │   X 
Robert 
III
 de Flandre

   │
   ├1> 
Béatrice
 (1252-1275)
   │   X 
Philippe 
I
er
 de Courtenay
, empereur latin de Constantinople
   │
   ├1>
Charles 
II
 de Naples
 (1254-1309), comte d'Anjou et du Maine, roi de Naples
   │  X 
Marie de Hongrie

   │  │
   │  │   
Rameau de Hongrie

   │  ├─>
Charles Martel
 (1271-1295)
   │  │  X 
Clémence de Habsbourg

   │  │  │
   │  │  ├─>
Charles Robert de Hongrie
 (1288-1342), roi de Hongrie
   │  │  │  X 1) Marie de Halicz
   │  │  │  X 2) 
Marie de Bytom

   │  │  │  X 3) 
Béatrice de Luxembourg

   │  │  │  X 4) 
Élisabeth de Pologne

   │  │  │  │
   │  │  │  ├3>un enfant (1319-1319)
   │  │  │  │
   │  │  │  ├4>Charles (1321-1321)
   │  │  │  │
   │  │  │  ├4>Ladislas (1324-1329)
   │  │  │  │
   │  │  │  ├4>
Louis 
I
er
 de Hongrie
 (1326-1382), roi de Hongrie et de Pologne
   │  │  │  │  X 1) 
Marguerite de Luxembourg

   │  │  │  │  X 2) 
Elisabeth de Bosnie
 (1340-1387)
   │  │  │  │  │
   │  │  │  │  ├2>Marie (1365-1366)
   │  │  │  │  │
   │  │  │  │  ├2>
Catherine de Hongrie
 (1370-1378)
   │  │  │  │  │
   │  │  │  │  ├2>
Marie 
I
re
 de Hongrie
 (1371-1395), reine de Hongrie
   │  │  │  │  │  X 
Sigismond de Luxembourg

   │  │  │  │  │
   │  │  │  │  └2>
Hedwige 
I
re
 de Pologne
 (1372-1399), reine de Pologne
   │  │  │  │     X 
Ladislas 
II
 Jagellon
, grand-duc de Lituanie
   │  │  │  │
   │  │  │  ├4>
André 
I
er
 de Naples
 (1327-1345), duc de Calabre
   │  │  │  │  x 
Jeanne 
I
re
 de Naples

   │  │  │  │  │
   │  │  │  │  └─>Charles (1345-1348), duc de Calabre
   │  │  │  │
   │  │  │  ├4>
Catherine
 (-1355)
   │  │  │  │  X 
Henri 
II
 de Świdnica

   │  │  │  │
   │  │  │  └4>
Étienne
 (1332-1354), duc de Transylvanie, Slavonie, Croatie et Dalmatie
   │  │  │     X Marguerite de Bavière
   │  │  │     │
   │  │  │     ├─>
Élisabeth de Slavonie
 (1352-1380)
   │  │  │     │  X 
Philippe 
II
 de Tarente

   │  │  │     │
   │  │  │     └─>Jean de Slavonie (1354-1363)
   │  │  │
   │  │  ├─>
Béatrice
 (1290-1354)
   │  │  │  X 
Jean 
II
, dauphin du Viennois
   │  │  │
   │  │  └─>
Clémence de Hongrie
 (1293-1328)
   │  │     x 
Louis 
X
 de France

   │  │
   │  ├─>
Marguerite
 (1273-1299), comtesse d'Anjou et du Maine
   │  │  X 
Charles de Valois

   │  │
   │  ├─>
Saint Louis d'Anjou
 (1274-1297), évêque de Toulouse
   │  │
   │  │   
Rameau de Naples

   │  ├─>
Robert le Sage
 (1277-1343), roi de Naples
   │  │  X 1)
Yolande d'Aragon et de Sicile

   │  │  X 2)
Sancia de Majorque

   │  │  │
   │  │  ├1>
Charles
 (1298-1328), duc de Calabre
   │  │  │  X 1) 
Catherine de Habsbourg

   │  │  │  X 2) 
Marie de Valois

   │  │  │  │
   │  │  │  ├1>Marie (1322-1328)
   │  │  │  │
   │  │  │  ├2>
Jeanne 
I
re
 de Naples
 (1326-1382), reine de Naples
   │  │  │  │  x 1) 
André 
I
er
 de Naples

   │  │  │  │  x 2) 
Louis de Tarente

   │  │  │  │  x 3) 
Jacques 
III
 de Majorque

   │  │  │  │  x 4) 
Otton de Brunswick-Grubenhagen

   │  │  │  │
   │  │  │  ├2>Charles Martin (1327-1327)
   │  │  │  │
   │  │  │  └2>
Marie
 (1328-1366)
   │  │  │     x 1) 
Charles de Durazzo

   │  │  │     x 2) Robert des Baux
   │  │  │     x 3) 
Philippe 
II
 de Tarente

   │  │  │
   │  │  └2>Louis (1301-1310)
   │  │
   │  │   
Rameau de Tarente

   │  ├─>
Philippe 
I
er
 de Tarente
 (1278-1332), prince de Tarente et d'Achaïe
   │  │  x 1) Thamar Ange
   │  │  x 2) 
Catherine de Valois-Courtenay

   │  │  │
   │  │  ├1>Charles (1296-1315)
   │  │  │
   │  │  ├1>
Jeanne
 (1297-1323)
   │  │  │  X 
Oshin d'Arménie

   │  │  │
   │  │  ├1>Philippe (1300-1330)
   │  │  │  X Yolande d'Aragon
   │  │  │
   │  │  ├1>Marie (1302-1368), abbesse de Conversano
   │  │  │
   │  │  ├1>Béatrice (1305-1340)
   │  │  │  X 
Gautier 
VI
 de Brienne, duc d'Athènes 
   │  │  │
   │  │  ├1>Blanche (1309-1337)
   │  │  │  X Raymond Beranger d'Aragon, comte d'Ampurias
   │  │  │
   │  │  ├2>
Robert
 (1315-1364), prince de Tarente et d'Achaïe
   │  │  │  X 
Marie de Bourbon

   │  │  │
   │  │  ├2>
Louis
 (1320-1362), roi de Naples
   │  │  │  x 
Jeanne 
I
re
 de Naples

   │  │  │  │
   │  │  │  ├─>Catherine (1347-1364)
   │  │  │  │
   │  │  │  └─>Françoise (1349-1352)
   │  │  │
   │  │  ├2>Marguerite (1325-1380)
   │  │  │  x François des Baux
   │  │  │
   │  │  └2>
Philippe 
II
 de Tarente
 (1329-1374), prince de Tarente
   │  │     X 1) 
Marie de Calabre

   │  │     X 2) 
Élisabeth de Slavonie

   │  │     │
   │  │     ├1>Philippe (1356-jeune)
   │  │     │
   │  │     ├1>Charles (1358-jeune)
   │  │     │
   │  │     ├1>Philippe (1360-jeune)
   │  │     │
   │  │     ├1>un enfant (1362-1362)
   │  │     │
   │  │     ├1>un enfant (1364-1364)
   │  │     │
   │  │     └2>Philippe (1371-jeune)
   │  │
   │  ├─>
Blanche
 (1280-1310)
   │  │  X 
Jacques 
II
 d'Aragon

   │  │
   │  ├─>
Raymond-Bérenger
 (1281-1307), comte d’Andria
   │  │
   │  ├─>Jean (1283-), duc de Durazzo
   │  │
   │  ├─>Tristan (1284-1286), entré dans les ordres
   │  │
   │  ├─>
Éléonore
 (1289-1341)
   |  |  X 1) Philippe de Toucy, prince titulaire d'Antioche (mariage dissous par le pape)
   │  │  X 2) 
Frédéric 
II
 de Sicile

   │  │
   │  ├─>
Marie
 (1290-1347)
   │  │  X 1) 
Sanche 
I
er
 de Majorque

   │  │  X 2) Jacques de Ejerica
   │  │
   │  ├─>
Pierre
 (1292-1315), comte de Gravina
   │  │
   │  │   
Rameau de Durazzo

   │  ├─>
Jean de Durazzo
 (1294-1336), duc de Durazzo, prince d'Achaïe
   │  │  X 1) 
Mathilde de Hainaut

   │  │  X 2) 
Agnès de Périgord

   │  │  │
   │  │  ├2>
Charles de Durazzo
 (1323-1348), duc de Durazzo
   │  │  │  x 
Marie de Calabre

   │  │  │  │
   │  │  │  ├─>Louis (1343-1344)
   │  │  │  │
   │  │  │  ├─>
Jeanne
 (1344-1387), duchesse de Durazzo
   │  │  │  │  X 1) 
Louis de Navarre
, comte de Beaumont
   │  │  │  │  X 2) 
Robert 
IV
 d'Artois
, comte d'Eu
   │  │  │  │
   │  │  │  ├─>
Agnès
 (1345-1383)
   │  │  │  │  X 1) 
Cansignorio della Scala
, seigneur de Vérone
   │  │  │  │  X 2) 
Jacques des Baux
, prince de Tarente et d'Achaïe
   │  │  │  │
   │  │  │  ├─>Clémence (1346-1363)
   │  │  │  │
   │  │  │  └─>
Marguerite
 (1347-1412)
   │  │  │    X 
Charles 
III
 de Naples

   │  │  │
   │  │  ├2>
Louis
 (1324-1362), comte de Gravina
   │  │  │  X Marguerite de San-Severino
   │  │  │  │
   │  │  │  ├─>Louis (1344-jeune)
   │  │  │  │
   │  │  │  ├─>
Charles 
III
 de Naples
 (1345-1385), roi de Naples et de Hongrie
   │  │  │  │  X 
Marguerite de Durazzo

   │  │  │  │  │
   │  │  │  │  ├─>Marie (1369-1371)
   │  │  │  │  │
   │  │  │  │  ├─>
Jeanne 
II
 de Naples
 (1373-1435)
   │  │  │  │  │  X 1) 
Guillaume d'Autriche

   │  │  │  │  │  X 2) 
Jacques 
II
 de Bourbon
, comte de la Marche
   │  │  │  │  │
   │  │  │  │  └─>
Ladislas 
I
er
 de Naples
 (1377-1414)
   │  │  │  │     X 1) 
Constance Chiaromonte

   │  │  │  │     X 2) 
Marie de Lusignan

   │  │  │  │     X 3) 
Marie d'Enghien

   │  │  │  │
   │  │  │  └─>Agnès (1347-jeune)
   │  │  │
   │  │  ├2>Robert (1326-1356)
   │  │  │
   │  │  └2>Étienne (1328-)
   │  │
   │  └─>
Béatrice
 (1295-1321)
   │     X 1) 
Azzo 
VIII
 d'Este

   │     X 2) Bertrand des Baux
   │
   ├1> Philippe (1256-1277), prince d'Achaïe
   │   X 
Isabelle de Villehardouin

   │
   ├1> Robert (1258-1265)
   │
   └1> 
Isabelle
 (qui deviendra Élisabeth) (1261-1303)
       X 
Ladislas 
IV
 de Hongrie
```

## Armes

Armes de la première maison capétienne d'Anjou.

## Pour approfondir